# Allier (departament)
Allier (wymowaⓘ) – francuski departament położony w regionie Owernia-Rodan-Alpy. Utworzony został podczas rewolucji francuskiej 4 marca 1790. Departament oznaczony jest liczbą 03.
Według danych na rok 2010 liczba zamieszkującej departament ludności wynosi 342 908 os. (46 os./km²); powierzchnia departamentu to 7340 km². Prefekturą departamentu Allier jest miasto Moulins. 
Departament zasadniczo odpowiada dawnej prowincji Burbonii. 
W 2023 roku w skład departamentu wchodziło 317 gmin (lista).

## Miejscowości
Największe miejscowości departamentu (w nawiasach liczba ludności w 2021 roku):

- Montluçon (33 342)
- Vichy (25 789)
- Moulins (19 343)
- Cusset (12 909)
- Yzeure (12 598)
- Bellerive-sur-Allier (8855)
- Domérat (8667)
- Commentry (6059)
- Gannat (5759)
- Saint-Pourçain-sur-Sioule (4997)
- Désertines (4387)
- Avermes (4060)
- Saint-Germain-des-Fossés (3638)
- Varennes-sur-Allier (3609)
- Creuzier-le-Vieux (3254)
- Lapalisse (3137)
- Dompierre-sur-Besbre (2990)
- Abrest (2919)
- Huriel (2600)
- Saint-Yorre (2595)
- Bourbon-l’Archambault (2554)
- Néris-les-Bains (2514)
- Prémilhat (2507)
- Vendat (2254)
- Saint-Victor (2093)
- Cosne-d’Allier (2020)